# スミイロオヒキコウモリ
スミイロオヒキコウモリ（墨色尾曳蝙蝠、Tadarida latouchei）は、オヒキコウモリ科オヒキコウモリ属に分類されるコウモリ。オヒキコウモリの亜種 Tadarida insignis latouchei とする場合もある。

## 分布
中国河北省泰皇島（1917年）、奄美大島（1985年）、口永良部島（1998年）の3地点でしか記録がない。
詳細な分布域は不明。

## 特徴
前腕長53.6-56.5mm。尾長41.2-45.0mm。オヒキコウモリに似ているが、小型で体色はより黒い。
生態について詳しいことはわかっていない。

## 保全状態評価
ENDANGERED (IUCN Red List Ver. 3.1 (2001))
絶滅危惧種